# Русская народная музыка
Русская народная музыка (русский музыкальный фольклор) — традиционная музыка русского народа, является частью русской народной культуры. Русская народная музыка является основой для всей русской профессиональной музыки.
Русская музыкальная культура устной традиции обладает выраженным единством. Основу жанровой системы составляют трудовые наигрыши, припевки и песни, обрядовый фольклор (календарно-земледельческий и семейно-бытовой), эпические жанры (былины, исторические песни), духовные стихи, хороводы и пляски с песнями, лирические песни крестьянской традиции, городские лирические песни, инструментальная музыка.
Музыкальные традиции различны по соотношению жанров, музыкальной и поэтической стилистике, манере исполнения. Обобщённо местные традиции можно сгруппировать по регионам: западный, северный, центральный, южный, поволжский, уральский, сибирский. Географические границы местных музыкальных особенностей довольно гибкие и подвержены изменениями.

## Истоки
Истоки русской народной музыки восходят к фольклору восточнославянских племён, живших на территории Руси. Русская народная музыка неоднородна — существуют заметные региональные традиции. Так, свои особенности имеет народно-песенное искусство северных, западных, южных, центральных областей, поселений в бассейнах крупных рек — Оки, Волги, Дона. Уже в VI веке гусли — один из распространённых инструментов славян.
Общий тип великорусских напевов, вероятно сложился к концу эпохи ордынского ига, ко времени «царей»[прояснить] (XIV век). Характерная особенность — ладовое строение, в отличие от мажор-минора, распространённого у западных славян, и своеобразный стиль многоголосья. С XIV века влияние церкви постепенно усиливается и нередко выражаются в виде гонений на народную песню, как остаток язычества и в целом греховное занятие. Исполнители («умельцы») подвергалиcь преследованиям, а музыкальные инструменты объявлены «бесовскими гудебными сосудами». Постановлением Стоглавого собора 1551 года были запрещены песни и в городах, и в сёлах. Гонения достигли апогея в царствование Алексея Михайловича. Вплоть до XVII века церковью и государством издавались указы и грамоты, направленные против народных («бесовских») игр и песен.

## Основные жанры
Среди основных жанров народной музыки можно выделить такие, как трудовые наигрыши, припевки и песни, обрядовый фольклор (календарно-земледельческий и семейно-бытовой), эпические жанры (былины, исторические песни), духовные стихи, хороводы и пляски с песнями, лирические песни крестьянской традиции, городские лирические песни, инструментальная музыка.
Народная музыка была больше песенной, чем инструментальной (возможно, под влиянием церковного запрета на русские музыкальные инструменты). В середине XIX века возник новый жанр — частушка.

## Народная песня
Существенная черта большинства жанров русской народной песни — непосредственная связь народной песни с бытом и трудовой деятельностью: песни трудовые (сопровождающие различные виды труда — бурлацкие, покосные, прополочные, жатвенные, молотильные и др.), обрядовые (сопровождающие земледельческие и семейные обряды и празднества, — колядки, масленичные, веснянки, купальские, свадебные, похоронные), игровые, календарные и т. п.
Предположительно в XVI—XVII веках сформировалась русская лирическая песня и её высшая форма — протяжная. С этим видом связывают возникновение народного многоголосия полифонического или гетерофонного видов голосового пения с подголосочной полифонией — голосовым пением со смещённой тональностью относительно средней тональности ведущего голоса в хоре. В разных регионах России традиция пения с подголоском различается. Народное пение почти всегда многоголосное, за исключением былин, плачей, колыбельных и детских потешек, исполняемых одноголосно. Развитыми в мелодическом отношении являются некоторые виды плачей, входящих в свадебный обряд, и погребальных плачей (причитаний): для них характерна экспрессивность, возникающая в результате сочетания обрядовых формул с личной импровизацией исполнителя (обычно женщины).
Ладовая система русского народного пения уникальна: ей близка пентатоника китайской или шотландской гаммы, тетрахордовая и полная диатоника. Одноголосное и многоголосное народное пение имеет свою систему модальных тонов, отличающуюся от тональной функциональности, построенной на аккордах.
К русским народным песням, популяризованным русскими классическими музыкантами и советской эстрадой, относятся «Во поле берёза стояла», «Ой ты, степь широкая», «Яблочко», «Порушка-Параня».

## Традиционные инструменты
Народные инструменты в фольклоре используются обычно в быту пастухов или для некоторых видов танцев и песен. Среди инструментов есть общерусские (балалайка, гармонь) и характерные только для отдельных регионов. Наиболее распространены: струнные инструменты (балалайка, гудок, гусли, домра, скрипка), духовые инструменты (жалейка, рожок, кугиклы). В летописях упоминаются: военные трубы, охотничьи рога, бубны. Такие инструменты как баян (гармонь), мандолина, семиструнная гитара, распространились в России сравнительно поздно (XIX—XX века).